# تل حبوة
تل حبوة هو موقع أثري في مصر السفلى على بعد 3 كم شرق قناة السويس في سيناء في منطقة تتبع إدارياً محافظة بورسعيد حالياً، ومع ذلك يُشير إليه البعض أنه موجود في محافظة الإسماعيلية. اقترح العلماء أن به موقع مدينة ثارو‌ المصرية القديمة من المملكة الوسطى والواقعة على الحدود الشرقية.
يتكون الموقع من ثلاثة قطاعات تسمى تل حبوة 1 و 2 و 3. يعود تاريخ تل حبوة الأول إلى نهاية الفترة الانتقالية الثانية حتى الأسرة السادسة والعشرين. وتل حبوة الثاني يعود لبداية المملكة الحديثة حتى الأسرة السادسة والعشرين. ويبدو أن تل حبوة الثالث هو في الأساس بقايا مستوطنات من المملكة الحديثة.
كشفت أعمال التنقيب في الموقع عام 2013 عن بقايا مبانٍ من عهد تحتمس الثالث وسيتي الأول وتحتها ما يبدو أنه مبانٍ إدارية شاهقة من طابقين وصوامع من فترة الهكسوس. احترقت هذه المباني المرتبطة بالهكسوس بشدة. ويمكن للصوامع في تل حبوة أن تخزن ما يصل إلى 280 طنًا من الحبوب، مما دفع العلماء إلى الاعتقاد بوجود وحدة عسكرية في هذه المستوطنة. تحت الفناء في أحد المباني الإدارية، عثر على توابيت وهياكل عظمية بها علامات تدل على الوفاة في ظروف عنفية: بها آثار قطع وجروح من رؤوس السهام. قُدر أن الجثث هي بقايا قوات الهكسوس الذين قاتلوا ضد أحمس الأول، وعثر أيضًا في تل حبوة على ورق بردي يصف حرق المدينة.
اثنين من الاعمدة الحجرية اكتشفت أيضا في تل حبوة، وعليهم أسماء امرأة كانت على ما يبدو من العائلة المالكة للهكسوس، تُدعَى تاني "Tani" (تعود إلى حوالي 1570 قبل الميلاد)، ولقبت بـ «أخت الملك»، وأمير هكسوسي يُدعَى نحسي "Nahsy"، مذكور أيضا في قائمة ملوك تورين والجعارين التي سبق العثور عليها في مصر.
وكان رئيس الحفر قد اقترح أن هذا الموقع تعرض لهجوم قبل سقوط أفاريس للتأكد من أن الهكسوس لن ترسل استغاثة لاستدعاء قوات احتياطية من كنعان (القريبة منها) لمساعدتها ضد جيش أحمس الأول.
اكتشفت أجزاء من مجمع معبد سايت في تل حبوة. كان للمعبد الرئيسي أبراج يبلغ طولها حوالي 61.2 مترًا وعرضها 28.2 مترًا. عُثِرَ في الشمال الشرقي من القصر عن بقايا قصر، وعُثِرَ في جنوبه على بقايا مبنى مربع يتكون من العديد من المكامن التي تشكل منصة. هذه المباني معروفة من مجمعات المعابد الأخرى. ووظيفتهم غير واضحة.